# Lepidothamnus
Lepidothamnus — рід хвойних рослин родини подокарпових. Назва роду походить від грец. λέπω — «луска», грец. θάμνος — «кущ».

## Поширення, екологія
Росте в Чилі, Аргентині й Новій Зеландії від низовинних до субальпійських рослинних асоціаціях.

## Морфологія
Рід включає три види дводомних вічнозелених низьких дерев, чагарників, в'юнких рослин. Листя лускоподібне.

## Відкладення
Рослини цього роду були виявлені у відкладеннях початку міоцену (близько 20 млн років тому) на півдні Нової Зеландії.